# William Francis Murphy
Pour les articles homonymes, voir Frank Murphy.
William Francis Murphy, dit Frank Murphy, né le 13 avril 1890 à Harbor Beach (Michigan) et mort le 19 juillet 1949 à Detroit (Michigan), est un homme politique et juriste américain. Membre du Parti démocrate, il est juge à Détroit entre 1923 et 1930, maire de la même ville entre 1930 et 1933, gouverneur général (1933-1935) puis haut commissaire (en) (1935–1936) des Philippines, gouverneur du Michigan entre 1937 et 1939, procureur général des États-Unis entre 1939 et 1940 dans l'administration du président Franklin Delano Roosevelt puis juge de la Cour suprême entre 1940 et 1949.